# Suzanne Desprès

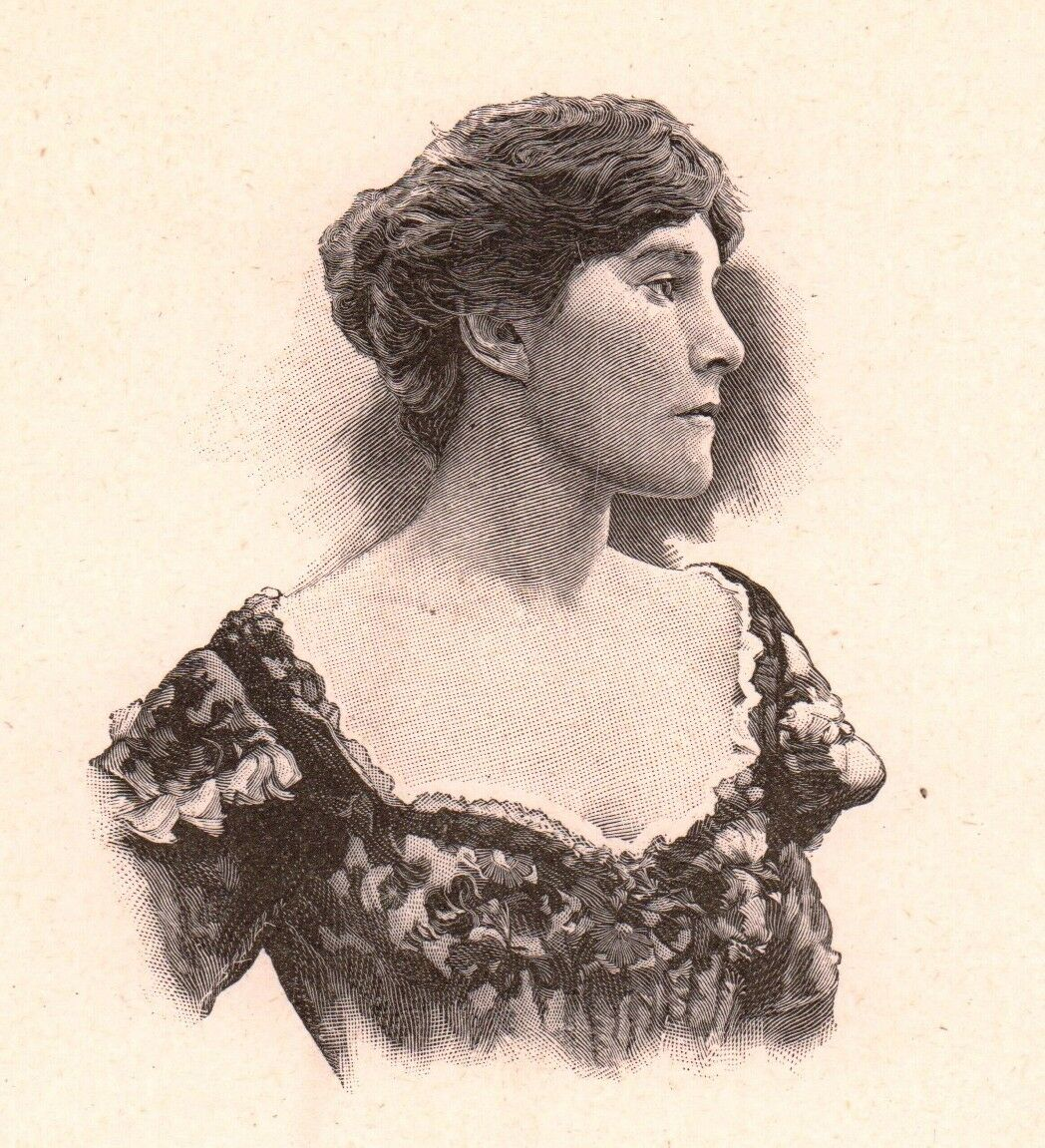
Suzanne Desprès.

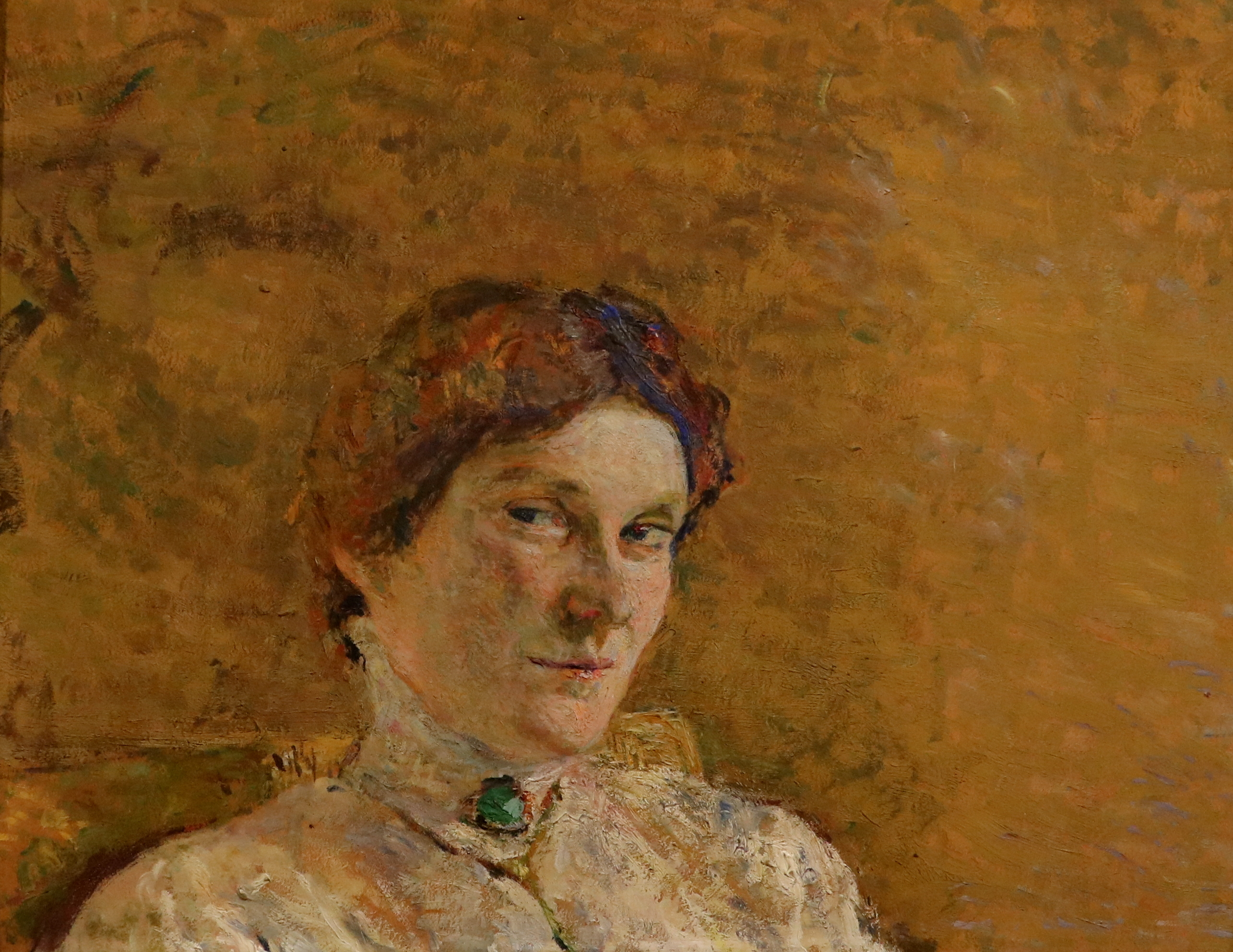
Portrait de l'actrice Suzanne Desprès par Édouard Vuillard (1908), huile sur carton, Musée des Beaux-Arts de Caen, 2017.

Suzanne Desprès, née Joséphine Charlotte Bonvalet à Verdun (Meuse) le 18 décembre 1873, et morte dans le 9e arrondissement de Paris le 29 juin 1951, est une actrice française. 

## Biographie

### Jeunesse et formation
Suzanne Desprès naît le 18 décembre 1873 à Verdun. Elle est la fille d'un mécanicien des chemins de fer de l'Est et grandit à Levallois-Perret. 
Elle est élevée chez les sœurs. Elle obtient sa certification d'étude puis fait une école professionnelle. À 16 ans, Suzanne travaille dans un atelier de couture rue de la Paix.
Elle développe en parallèle un fort appétit pour le théâtre. Elle économise alors l'argent que lui donne son père pour ses trajets ferroviaires quotidiens en marchant, et tous les samedis soirs utilise ces économies-ci pour s'offrir une place dans le paradis de la Comédie-Française.
Elle décide de démissionner de l'atelier puis réussit à avoir une entrevue en 1894 avec Lugné-Poé, directeur du journal L'Œuvre. Le jeune directeur est impressionné par l’extrait de Christine de Suède que Suzanne lui interprète. Il lui recommande de prendre des cours de diction et de se perfectionner dans l'art du geste .
Trois mois plus tard, elle entre dans la compagnie de l'Œuvre et débute dans Le Chariot de terre cuite, une légende hindoue. 
Elle finit par épouser Lugné-Poe et devient sa collaboratrice au journal. Elle s'inscrit ensuite au Conservatoire où elle rencontre son maître Gustave Worms. 
Entre-temps elle continue de jouer dans la compagnie de l'Œuvre sous le nom d'emprunt de Suzanne Auclair, car il est interdit aux élèves du Conservatoire de se produire en public.
Elle quitte le Conservatoire en 1897 avec un second prix de tragédie et un premier prix de comédie.

### Carrière
Elle entre alors au Vaudeville. Comme elle reste inactive pendant plusieurs mois, elle demande un congé et part pour l'étranger avec la compagnie de son mari. Mais elle est rappelée en urgence pour créer en 1898 L'Ainée de Jules Lemaître. Il est alors question de lui retirer son rôle, car son jeu déconcerte ses camarades et Jules Lemaître. Elle réussit après de vives supplications à obtenir un sursis. Le soir de la répétition générale, elle remporte un grand succès.
En 1900, André Antoine l'embauche dans son Théâtre Antoine et la fait jouer dans La Dupe de Georges Ancey puis dans Poil de carotte de Jules Renard. Les répétitions de Poil de carotte sont difficiles, et ce jusqu'à une conversation avec Jules Renard relatée par André-Paul Antoine :

« Un jour, après une séance de travail exténuante, Suzanne remonte dans sa loge. Elle est à bout [...] On frappe... C'est Jules Renard... [...]

-Écoutez, dire Renard avec précaution, c'est très bien ce que vous faites. Seulement Poil de carotte n'est pas tout à fait ce garçon-là. Il est plus sauvage, moins ouvert, aussi douloureux mais plus farouche... vous souriez trop...

Suzanne se dresse, l’œil noir de fureur, le visage contracté. Elle éclate :

- Je ne comprends plus... Plus ceci, moins cela, plus ceci ! Je ne sais pas comment vous le voyez votre Poil de carotte, mais tel qu'il est, gardez-le ! Je vous le rends ! 

Et elle jette son manuscrit à la tête de Jules Renard qui s'écrie transporté de joie : 

- Voilà ! Vous y êtes ! Je viens de voir Poil de carotte ! »

La répétition générale de Poil de carotte s'achève quelques jours plus tard, le 2 mars 1900, Suzanne Desprès faisant l'unanimité. Cela marque le début de son succès. 
Elle crée au Théâtre Antoine La Fille sauvage de François de Curel et Les Remplaçantes d'Eugène Brieux. Puis elle reprend L'Assommoir d’Émile Zola au Théâtre de la renaissance avec comme compagnon de jeu Sacha Guitry.
En 1902, elle est engagée à la Comédie-Française. Elle y débute le 3 mai de la même année dans La Petite amie d'Eugène Brieux. Puis le 13 octobre 1902 elle apparaît dans Phèdre de Jean Racine. Son jeu nouveau lui attire les foudres des critiques et fait scandale. Seuls quelques défenseurs, dont Émile Faguet, la soutiennent. Elle devient alors persona non grata, n'est plus affichée à la Comédie-Française, et démissionne après un an de présence. Elle n'aura joué que quatorze fois au Français.
Son activité reprend néanmoins très vite, car Henry Bernstein la choisit pour créer Joujou au Théâtre du Gymnase.
Elle revient ensuite au Théâtre Antoine et part en Amérique du Sud pour y jouer La Parisienne d'Henry Becque, Une visite de Noces d'Alexandre Dumas fils et Les Erinnyes de Leconte de Lisle.
À son retour, elle rejoint L'Œuvre. Elle y joue en novembre 1903 dans la Maison de Poupée d'Henrik Ibsen. Son interprétation fascine le public. Forte de ce succès, elle joue cette pièce plus de trois cents fois en France et à l'étranger.
Par la suite, elle joue de nombreux rôles, notamment dans Les Bas-Fonds de Maxime Gorki ou L'Apprentie de Gustave Geffroy.
La mort de son mari en 1940 la dévaste et elle se retire dans sa propriété de La Magnaneraie, près de Nice. Elle refuse dès lors obstinément de remonter sur scène.
Elle accepte cependant de prendre part à des pièces radiophoniques et d'apparaître dans le film La Belle Meunière de Marcel Pagnol.

### Fin de vie
Exilée dans les environs de Nice, elle intègre le jury du Conservatoire local.
Puis durant les cérémonies d'hommage à André Antoine, Lugné-Poé et Firmin Gimier en 1950, elle ressent de forts maux de tête. Elle regagne Nice où les médecins restent impuissants face à sa maladie. Elle tente alors de se suicider, mais est retrouvée à temps. Roger Ferdinand intervient et la persuade de subir une opération chirurgicale à Paris. L'opération réussit et elle se repose alors chez des parents de Danièle Delorme, boulevard de Clichy. Puis brusquement, dans la nuit du 29 juin 1950, entre six et sept heures du matin, elle meurt d'une hémorragie cérébrale.
Elle repose au vieux cimetière de Saint-Germain, près de Lugné-Poé.

## Filmographie
- 1911 : Rédemption de Charles Servaës
- 1917 : Les Sœurs ennemies de Germaine Dulac
- 1918 : Loin du monde de F. Mair
- 1920 : Le Carnaval des vérités de Marcel L'Herbier : Mme Della Gentia
- 1921 : L'Ombre déchirée de Léon Poirier
- 1923 : La Porteuse de pain de René Le Somptier
- 1924 : Pierre et Jean d'Émile-Bernard Donatien
- 1928 : Le Tournoi dans la cité de Jean Renoir
- 1933 : La Merveilleuse Tragédie de Lourdes de Henri Fabert
- 1934 : Maria Chapdelaine de Julien Duvivier
- 1935 : La Marche nuptiale de Mario Bonnard
- 1935 : L'Équipage d'Anatole Litvak
- 1935 : Quelle drôle de gosse de Léo Joannon
- 1936 : Les Loups entre eux de Léon Mathot
- 1937 : Miarka, la fille à l'ourse de Jean Choux
- 1937 : Le Voleur de femmes de Abel Gance
- 1937 : Boissière de Fernand Rivers
- 1938 : Le Drame de Shanghaï de Georg-Wilhelm Pabst
- 1938 : Louise d'Abel Gance
- 1938 : Le Héros de la Marne de André Hugon
- 1939 : Quartier sans soleil de Dimitri Kirsanoff
- 1946 : Panique de Julien Duvivier
- 1947 : Une jeune fille savait de Maurice Lehmann
- 1948 : La Belle Meunière de Marcel Pagnol

## Théâtre
- 1895 : Le chariot de terre cuite de Victor Barrucand d'après le drame antique hindoue Mric'Chakatika, mise en scène de Lugné-Poé : Madanika
- 1895 : Le petit Eyolf d'Henrik Ibsen : Asta Allmers
- 1895 : Les pieds nickelés de Tristan Bernard, Théâtre de Paris : Veuve Caviar
- 1895 : Intérieur de Maurice Maeterlinck, Théâtre de Paris : Marthe
- 1900 : La Clairière de Lucien Descaves et Maurice Donnay, Théâtre Antoine
- 1900 : La Dupe de Georges Ancey, Théâtre Antoine
- 1900 :  Poil de carotte de Jules Renard, Théâtre Antoine : Poil de carotte
- 1900 : L'Assommoir d'Émile Zola, Théâtre de la Porte-Saint-Martin
- 1901 : Les Remplaçantes d'Eugène Brieux, mise en scène André Antoine, Théâtre Antoine : Lazarette Planchot
- 1902 : La Fille sauvage de François de Curel, mise en scène André Antoine, Théâtre Antoine : Marie
- 1902 : La Petite Amie d'Eugène Brieux, Comédie-Française : Marguerite
- 1902 : Phèdre de Jean Racine, Comédie-Française : Phèdre[4]
- 1903 : La Guerre au village de Gabriel Trarieux, mise en scène André Antoine, Théâtre Antoine
- 1903 : Maison de poupée d'Henrik Ibsen, mise en scène par Lugné-Poe
- 1904 : L'Esbrouffe d'Abel Hermant, Théâtre du Vaudeville : Madame Belgrand
- 1905 : La Gioconda de Gabriele D'Annunzio, Théâtre de Paris : Silvia
- 1905 : La Fille de Jorio de Gabriele D'Annunzio : Mila Di Codra
- 1908 : L'apprentie de Gustave Geffroy, Théâtre de l'Odéon : Cécile
- 1908 : Le Lys de Gaston Leroux, Théâtre du Vaudeville : Odette
- 1909 : La Clairière de Maurice Donnay, Théâtre Antoine : Hélène Souricet

- 1912 : Les Flambeaux d'Henry Bataille, Théâtre de la Porte-Saint-Martin : Madame Bouguet
- 1913 : La parisienne d'Henry Becque, mise en scène de Lugné-Poe, Théâtre de l'Œuvre : Clotilde
- 1913 : Hamlet de Shakespeare, mise en scène Lugné-Poe, Théâtre Antoine : Hamlet
- 1913 : L'Occident d'Henry Kistemaeckers fils, Théâtre de la Renaissance[5]
- 1920 : La Captive de Charles Méré, Théâtre Antoine : Madame Folster

- 1921 : Le Dieu d'argile d'Édouard Schneider, Théâtre Antoine
- 1924 : Le Printemps des autres de Jean-Jacques Bernard, mise en scène Lugné-Poe, Théâtre Fémina
- 1925 : Une maison de poupée d'Henrik Ibsen, mise en scène Lugné-Poe
- 1928 : Amours de Paul Nivoix, Théâtre de l'Odéon

- 1931 : Le Cyclone de Somerset Maugham, mise en scène Jacques Baumer, Théâtre des Ambassadeurs
- 1935 : Peer Gynt de Henrik Ibsen, Théâtre de la Porte-Saint-Martin
- 1938 : Les Deux Madame Carroll de Marguerite Veiller, Théâtre des Capucines